# Tina Smith
Pour les articles homonymes, voir Smith.
Christine Smith, dite Tina Smith, née Flint le 4 mars 1958 à Albuquerque (Nouveau-Mexique), est une femme politique américaine, membre du Parti démocrate et sénatrice du Minnesota au Congrès des États-Unis depuis 2018. Elle est auparavant lieutenant-gouverneur du Minnesota de 2015 à 2018.

## Biographie

### Carrière professionnelle
Originaire du Nouveau-Mexique, Tina Smith est diplômée d'une maîtrise en administration des affaires par le Dartmouth College. Elle s'installe dans les années 1980 au Minnesota, où elle travaille au service marketing de General Mills. Elle crée par la suite sa propre société de communication, travaille pour le conseil métropolitain dans le gouvernement de Jesse Ventura puis pour Planned Parenthood.

### Engagement politique au Minnesota

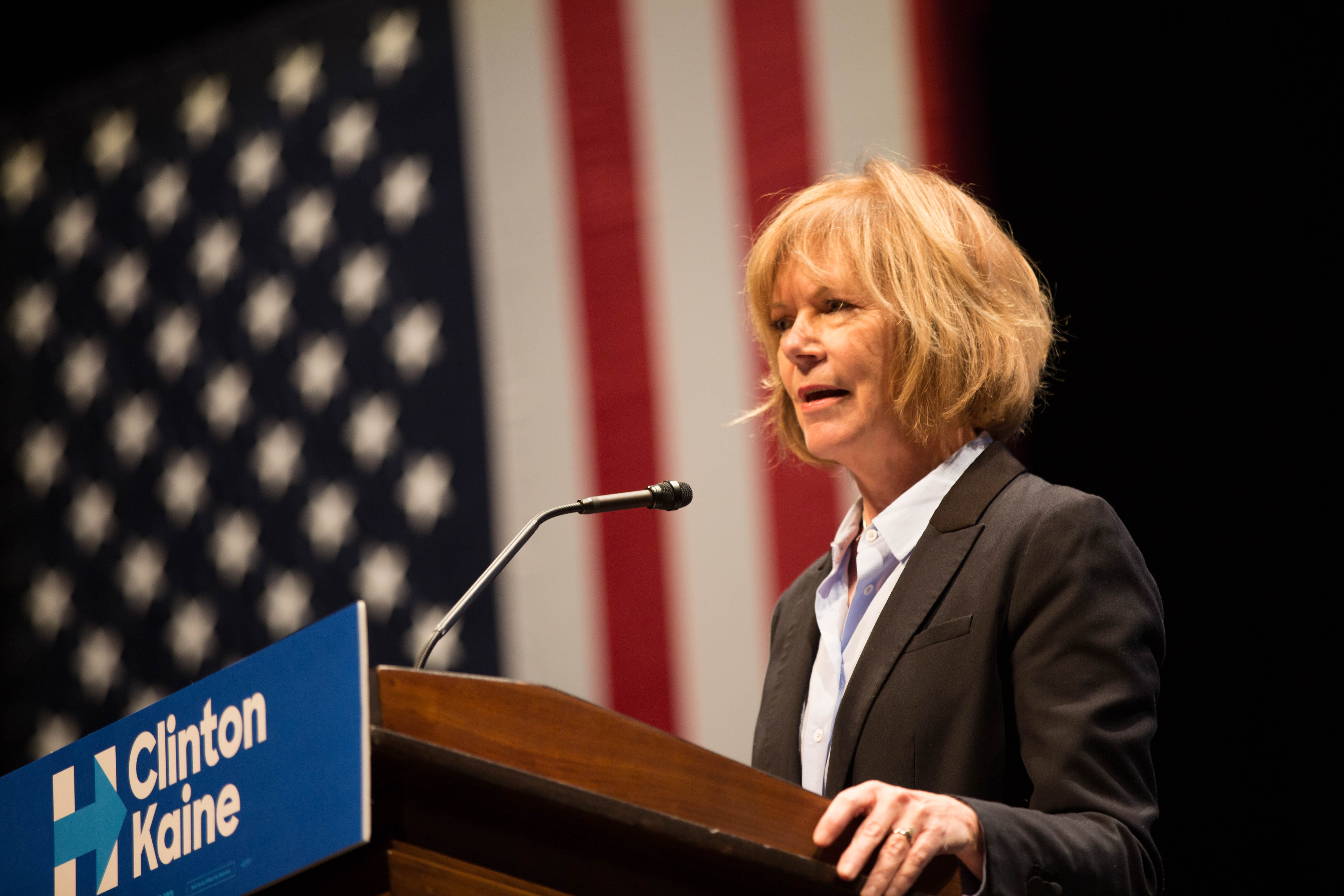
Tina Smith lors d'un meeting en faveur de la candidate du Parti démocrate Hillary Clinton pour l'élection présidentielle de 2016.

Smith s'investit en politique dans les années 1990, dirigeant les campagnes de Ted Mondale en 1998 pour le gouvernorat du Minnesota et de son père Walter Mondale en 2002 pour le Sénat des États-Unis. Bien que les deux candidats sont défaits, Smith est repérée par le maire de Minneapolis R.T. Rybak, dont elle devient directrice de cabinet à partir de 2006.
Lorsque Rybak se présente au poste de gouverneur lors des élections de 2010, Smith travaille pour sa campagne avant de rejoindre celle de Mark Dayton, qui est désigné candidat du Minnesota Democratic-Farmer-Labor Party (DFL), branche du Parti démocrate dans l'État. Lorsque Dayton est élu, elle devient sa directrice de cabinet.
Quatre ans plus tard, le gouverneur lui propose d'être son lieutenant-gouverneur, Yvonne Prettner Solon ne souhaitant pas se représenter à la fonction,. Dayton et Smith remportent les élections de 2014 avec 50,1 % des suffrages contre 44,5 % pour le duo républicain composé de Jeff Johnson et Bill Kuisle. Pressentie pour succéder à Mark Dayton, elle annonce en mars 2017 ne pas être candidate à la tête de l'État lors des élections 2018.

### Sénatrice des États-Unis
Le 7 décembre 2017, le sénateur des États-Unis pour le Minnesota Al Franken annonce sa démission, après des accusations de comportement déplacé envers plusieurs femmes. Quelques jours plus tard, le gouverneur Dayton choisit Tina Smith pour remplacer Franken jusqu'en janvier 2019. Alors qu'elle est pressentie pour n'occuper le siège qu'un an, le temps d'organiser une primaire démocrate, Smith annonce qu'elle est également candidate aux élections de 2018 pour le Sénat des États-Unis. Elle obtient l'investiture démocrate, en rassemblant plus de trois quarts des suffrages lors de la primaire, et affronte la sénatrice d'État républicaine Karin Housley. En novembre 2018, elle remporte l'élection partielle pour terminer le mandat de Franken avec 53 % des voix, contre 42 % pour son adversaire républicaine.
Tina Smith est à nouveau candidate en 2020, cette fois-ci pour un mandat complet. Après avoir remporté la nomination démocrate avec environ 87 % des suffrages, elle affronte l'ancien représentant républicain Jason Lewis. À l'approche de l'élection, elle domine le républicain dans les intentions de vote, et est réélue le 3 novembre avec 48,7% des voix contre 43,5 pour M. Lewis.
Le 13 février 2025, elle annonce qu'elle ne sera pas candidate à un second mandat complet lors des élections de 2026.